# Équipe de Jamaïque des moins de 17 ans de football
Maillots
L'équipe de Jamaïque des moins de 17 ans est une sélection de joueurs de moins de 17 ans au début des deux années de compétition placée sous la responsabilité de la Fédération de Jamaïque de football. 
L'équipe le Championnat d'Amérique du Nord, centrale et Caraïbe des moins de 17 ans et participe une fois à la Coupe du monde des moins de 17 ans.

## Parcours en Championnat d'Amérique du Nord, centrale et Caraïbe de football des moins de 17 ans
- 1983 : Non inscrit
- 1985 : Non inscrit
- 1987 : 1er tour
- 1988 : 1er tour
- 1991 : 1er tour
- 1992 : 1er tour
- 1994 : 1er tour
- 1997 : Non inscrit
- 1999 : 1er du groupe A
- 2001 : 4e du groupe A
- 2003 : Battue aux barrages
- 2005 : Non inscrit
- 2007 : Dernière du groupe B
- 2009 : Non qualifiée
- 2011 : 4e
- 2013 : Quart-de-finale
- 2015 : Tour finale
- 2017 : 1er tour
- 2019 : Huitième de finale
- 2023 : Huitième de finale

## Parcours en Coupe du monde des moins de 17 ans
| - 1985 : Non qualifiée - 1987 : Non qualifiée - 1989 : Non qualifiée - 1991 : Non qualifiée - 1993 : Non qualifiée - 1995 : Non qualifiée - 1997 : Non qualifiée - 1999 : 1er tour - 2001 : Non qualifiée - 2003 : Non qualifiée |  | - 2005 : Non qualifiée - 2007 : Non qualifiée - 2009 : Non qualifiée - 2011 : 1er tour - 2013 : Non qualifiée - 2015 : Non qualifiée - 2017 : Non qualifiée - 2019 : Non qualifiée - 2023 : Non qualifiée |

## Palmarès
- Championnat d'Amérique du Nord, centrale et Caraïbe de football des moins de 17 ans

## Anciens joueurs
- Keith Kelly
- Sean Fraser (en)
- Kevin King